# Täktom skola
Täktom skola är en före detta byskola i Hangö i Finland. Skolan ligger i Täktom by. Hangö stad stängde skolan 2011 på grund av sviktande elevantal.

## Historia och arkitektur
Täktom skola byggdes år 1904 för att byn skulle få en fast småskola. Flest antal elever hade Täktom skola på 1920-talet, då antalet under några år uppgick till cirka 100 barn. Fram till år 1902 gick Täktombarnen i skola i Hangöby. Skolan hade årskurserna 1–6. Efter nedläggningen har skolbyggnaden varit till salu.
Täktom skola är uppförd i stock i två våningar. Det finns en källare under en del av huset. Stenfoten är granit.
En del av filmen Kesäkaverit från år 2014 har spelats in i Täktom skola.